# محمد در مدینه
محمد در مدینه، به زمانی اشاره دارد که محمد، پیامبر اسلام، در شهر مدینه به سر می‌برد (۱۶ ژوئیه ۶۲۲-۶۲۸میلادی) به این زمان، هجرت محمد نیز گفته می‌شود. تا قبل از هجرت محمد به مدینه، به این شهر یثرب گفته می‌شد. اما با ورود محمد، این شهر با نام مدینةالنبی یا شهر پیامبر خوانده شد. در این دوران محمد توانست دین اسلام را آزادانه تبلیغ کند و آن را گسترش دهد. همچنین بر طبق روایات، معراج در این زمان رخ داد.
زمانی که مشرکان قصد قتل محمد را داشتند و محمد از این موضوع باخبر شد، تصمیم گرفت از مکه به مدینه هجرت کند.
گفته شده، گروهی از زوار مدینه که برای زیارت بت‌ها به مکه آمده بودند، تحت تأثیر سخنان محمد قرار گرفتند و از او درخواست کردند که به مدینه بیاید و رهبری آن‌ها را به عهده بگیرد.

اولین حکومت اسلامی به رهبری محمد

## بنیان نهادن یک ساختار سیاسی جدید
یکی از اولین کارهای اساسی‌ای که محمد در مدینه انجام داد، مکتوب کردن سندی بود که به قانون اساسی مدینه شهرت یافت. این موافقت‌نامه، «فرمی از اتحاد یا فدراسیون» را بین هشت قبیلهٔ مدینه و مهاجرین مسلمان از مکه برقرار کرد که در آن حقوق و وظایف هر شهروند و نوع روابط بین گروه‌های مختلف (که شامل گروه مسلمانان و بقیهٔ گروه‌ها به خصوص یهودیان و اهل کتاب) مشخص شده‌بود. این سند، باعث پایان یافتن درگیری‌های دیرینه بین هشت قبیله ذکرشده شد؛ خصوصاً قبایل بنی‌اوس و بنی‌خزرج. ساختار اجتماعی‌ای که در قانون اساسی مدینه تعریف شده‌بود، یعنی امت، کاملاً ظاهری مذهبی داشت؛ ولی ملاحظات عملی نیز در آن لحاظ شده‌بود و به صورت کلی قانون‌های قدیمی قبیله‌ای اعراب را حفظ می‌کرد. این معاهده عملاً اولین حکومت اسلامی را تشکیل داد.
اولین گروه بت‌پرستانی که به اسلام روی آوردند، اعضای خاندان‌هایی بودند که در آن‌ها رهبران بزرگی وجود نداشتند یا از رهبران خشن قبایل دیگر ناراضی بودند. کمی بعد، جمعیت بت‌پرست مدینه، به جز چند استثناء، به صورت عمومی به اسلام گرویدند. این پذیرش عمومی، به گفته ابن‌اسحاق، تأثیر ایمان آوردن سعد بن معاذ، یکی از رهبران برجسته شهر مدینه به اسلام بود. از اهالی مدینه، آن‌هایی که به اسلام روی آوردند و به مهاجرین مسلمان گریخته از مکه در پیدا کردن پناهگاه کمک کردند، به «انصار» شهرت یافتند. محمد پیمان برادری یا عقد اخوت بین مهاجرین و انصار برقرار کرد و خودش علی بن ابی طالب را به عنوان برادر خود انتخاب کرد.
با پذیرش عمومی اسلام توسط بت‌پرستان مدینه در اوایل هجرت محمد، مخالفت با محمد از طرف بت‌پرستان در مدینه هیچ وقت بسیار با اهمیت نبود. آن‌هایی که بت‌پرست باقی‌مانده بودند، از پیشرفت اسلام ناراضی بودند. خصوصاً عصماء بنت مروان و ابو عفک اشعاری سروده بودند که در آن‌ها به مسلمانان توهین کرده و دین آن‌ها را بی‌نتیجه و بی‌بار می‌دانستند. پس‌از چندی، عصماء بنت مروان و ابوعفک، هردو به فرمان محمد به قتل رسیدند و کسی از کفار مدینه قصد انتقام نکرد و برخی از اعضای خاندان آن‌ها که تا آن زمان اسلام‌شان را مخفی نگاه داشته بودند، علناً مسلمان شدند. این حادثه پایان مُخالفت آشکارای بت‌پرستان مدینه با محمد را رقم زد.

## پیکارها با مکّه
پس از مهاجرت مسلمانان به مدینه، اهالی مکه اموال آن‌ها را مصادره کردند. و به دلیل اینکه مهاجرین در مدینه از نظر اقتصادی تحت فشار بودند و هیچ شغل خالی برای آن‌ها نبود که مشغول به کار شوند، آن‌ها جهت ارتزاق شروع به یورش به کاروان‌های اهل مکه کردند. این باعث شروع جنگ مسلحانه بین اهل مکه و مدینه شد. محمد آیاتی را ایراد کرد که در آن‌ها به مسلمانان اجازه جنگیدن می‌داد:
«کسانی که چون ستم دیده‌اند کارزار می‌کنند اجازه دارند و خدا به یاری آنان تواناست. همان کسانی که از دیارشان بیرون شده‌اند بدون سبب جز آن که می‌گفته‌اند: پروردگار ما خدای یکتاست. اگر خدا بعضی از مردم را به بعضی دیگر دفع نمی‌کرد دِیرها و کلیساها و کُنِشت‌ها و مسجدها که نام خدا در آن بسیار یاد می‌شود ویران می‌شد، خدا کسانی را که یاری او کنند یاری می‌کند که وی توانا و نیرومند است.» قرآن سوره حج آیات ۳۹–۴۰ 
این حملات، به وسیلهٔ تداخل در بازرگانی آن‌ها مکّه را تحت فشار قرار داده و به مسلمانان اجازهٔ کسب ثروت، قدرت، و قدر و منزلت می‌داد در حالی که آن‌ها به سمت هدف نهایی‌شان یعنی تهییج کردن مکه به تسلیم در مقابل دین جدید نزدیک می‌کرد.

### جنگ بدر
در سال دوم هجری، محمد رهبری ۳۰۰ جنگجو را در یورشی به یک کاروان تجاری مکه بر عهده گرفت. مسلمانان در بدر به کمین کاروان مکه نشستند. کاروان مکه با اطلاع از نقشه مسلمانان مسیرش را کج کرده و از دست مسلمانان فرار کرد. در همین هنگام، نیرویی که از مکه برای محافظت از کاروان فرستاده شده بود با شنیدن اینکه کاروان سالم است؛ بازنگشته و حرکتش را برای رویارویی با مسلمانان ادامه داد. این گونه جنگ بدر درگرفت. در این جنگ ریاست قریش در ابتدا با ابوسفیان و سپس با ابوجهل بود. اگر چه مسلمانان از نظر تعداد یک سوم ارتش مکه بودند، ولی در این جنگ پیروز شده و حداقل ۴۵ نفر از ارتش مکه را کشته، در حالی که از خودشان تنها ۱۴ کشته دادند. آن‌ها همچنین موفق به کشتن بسیاری از رهبران مکه مانند ابوجهل شدند. ابن هشام می‌گوید: شعار مسلمانان در روز بدر «اَحَد اَحَد» بوده است.

نقشه‌ای از نبرد بدر. این نبرد در بدر که نام چاهی است بین مکّه و مدینه، اتفاق افتاده است. چاه بدر در ۲۸ فرسنگی جنوب غربی مدینه و در پایین وادی الصفرا واقع شده است.

مسلمانان در این جنگ هفتاد اسیر نیز گرفتند. محمد دستور کشتن دو شاعر را داد، آن‌هایی که به اندازه کافی با نفوذ یا ثروتمند نبودند را مستقیماً آزاد کرد، و آزادی بقیه اسیران را مشروط به این کرد که خودشان را با ثروتی که دارند خریداری کرده و آزاد کنند. مسلمانان این پیروزی را تأییدی بر ایمان‌شان دیدند. آیات قرآن در این زمان، برخلاف آیات مکی، در زمینه مشکلات عملی حکومت و مسایلی مانند توزیع غرامت جنگی صحبت می‌کند.
چندی پس از جنگ بدر محمد دستور تبعید بنو قینقاع، یکی از سه قبیله اصلی یهودی در مدینه را داد. او همچنین قراردادهای کمک متقابلی را با تعدادی از قبایل کوچ‌نشین امضا کرد تا مدینه را از خطر حمله از شمال حجاز محافظت کند.

### جنگ احد
جنگ بدر محمد را با اهل مکه، که مشتاق انتقام بخاطر شکست‌شان بودند، در وضعیت جنگ تمام عیار قرار داد.
قدر و منزلت اهل مکه با شکست آن‌ها در بدر از بین رفته بود و این روی شکوفایی اقتصادی آن‌ها تأثیر منفی داشت. در ماه‌های بعدی محمد رهبری سه عملیات نظامی علیه سه قبیله متحد با مکه و همچنین یک کاروان مکه، را بر عهده گرفت. ابوسفیان متعاقباً لشکری متشکل از سه هزار نفر را جمع‌آوری کرده و به سمت مدینه یورش برد.

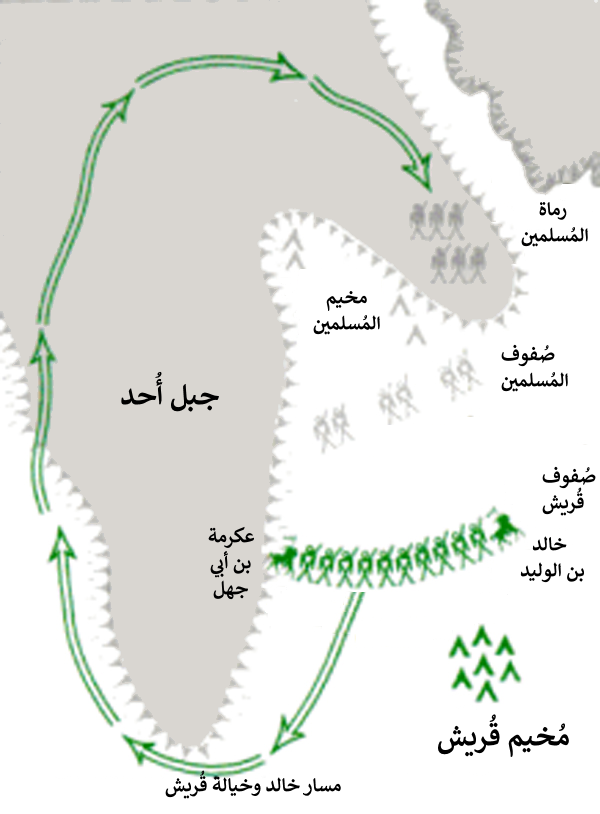
نقشه جنگ اُحُد، نبردی که در نزدیکی کوه اُحد در جنوب غرب عربستان کنونی درگرفت. خطوط لشکر مسلمانان و اهل مکّه در نقشه نشان داده شده است.

یک دیده‌بان خبر حمله لشکر مکه و تعداد افراد آن را به محمد یک روز بعد رساند. فردای صبح روز بعد، مسلمانان یک گردهمایی جنگی تشکیل داده ولی در مورد شیوه مناسب دفع حمله اهل مکه اختلاف نظر وجود داشت. محمد و خیلی از اعضای مسن‌تر پیشنهاد دادند که امن‌تر است با اهل مکه درون شهر مدینه جنگید تا بتوان از سنگرهای محکم آن استفاده کرد. مسلمانان جوان استدلال آوردند که ارتش مکه محصولات کشاورزی آن‌ها را نابود خواهند کرد و خزیدن در سنگرهای‌شان اعتبار آن‌ها را پایین خواهد آورد. محمد نهایتاً به توصیه مسلمانان جوان عمل کرد و نیروها را برای جنگ آماده کرد. محمد نیروها را به خارج از شهر به کوه احد، آنجا که سپاه مکه اردوگاه زده بودند برد؛ جنگ احد درگرفت. ابن هشام می‌گوید: شعار مسلمانان در روز احد «اَمِت اَمِت» بوده است. اگر چه ارتش مسلمانان در ابتدا دست بالا را داشتند، بی‌انضباطی برخی از کمانداران مسلمان که در منطقه حساسی قرار داشتند باعث شکست مسلمانان شد، شکستی که در آن ۷۵ نفر از مسلمانان از جمله حمزه عموی محمد (یکی از معروف‌ترین شهیدان در فرهنگ اسلامی معروف به حمزه سید الشهدا) کشته شدند. اهل مکه مسلمانان را دنبال نکردند و به سوی مکه با خبر پیروزی بازگشتند. جنگ اُحد برای ارتش مکه کاملاً موفقیت‌آمیز نبود چون نتوانسته بودند به هدف اصلی‌شان یعنی نابودی کامل مسلمانان دست پیدا کنند. مسلمانان کشته شدگان را دفن کردند و همان بعد از ظهر به مدینه برگشتند. سؤالات در زمینه دلایل شکست در جریان بود که محمد آیه ۱۵۲ سوره آل عمران را بیان کرد. بر اساس این آیه دلیل شکست تا اندازه‌ای مجازات آن‌ها بخاطر نافرمانی بوده ولی شکست همچنین آزمایشی الهی جهت اندازه‌گیری استواری آن‌ها بوده است.

### تشکیل یک اتّحادیه
پس از جنگ احد، ابوسفیان برای حمله دیگری به مدینه آماده شد. او حمایت خیلی از قبایل کوچ‌نشین در شمال و شرق مدینه را توسط تبلیغات دربارهٔ ضعف محمد، غنایم جنگی، خاطرات قدرت نظامی قریش و رشوه دادن، جلب کرد. خط مشی محمد در این دوران این بود که تلاش کند تا قبایل اطراف به جمع دشمنانش نپیوندند. هر وقت اتحادهایی از قبایل علیه مدینه شکل می‌گرفت، محمد گروهی را می‌فرستاد که توسط عملیات نظامی اتحاد آن‌ها را از هم بشکند. هر وقت محمد راجع به افرادی می‌شنید که گروهی را تشکیل داده‌اند و قصدهای خصمانه‌ای نسبت به مدینه دارند با شدت به آن واکنش نشان می‌داد. یک مثال قتل کعب ابن اشرف، یکی از اعضای قبیله یهودی بنی‌نظیر است که از مدینه به مکه رفته بود و اشعاری سروده بود که غم، خشم و میل به انتقام پس از جنگ بدر را در آنان تهییج کرده بود. حدود یک سال پس از قتل کعب، پس از یک سری اتفاقات محمد قبیله بنی‌نظیر را بزور از مدینه خارج کرد. تلاش‌های محمد برای جلوگیری از تشکیل یک اتحادیه علیه‌اش ناموفق بود، اگرچه او موفق شد که تعداد نیروهای خودش را بیفزاید و خیلی از قبایل را از پیوستن به خط دشمنانش بازدارد.

### جنگ احزاب (خندق)
ابوسفیان، رهبر نظامی قریش، به کمک بنی نظیر، قبیلهٔ اخراج شده از مدینه، نیرویی برابر ۱۰۰۰۰ نفر جمع کرده‌بودند. محمّد قادر بود لشکری به اندازه ۳۰۰۰ نفر جمع کند، ولی او همچنین نوع جدید از دفاع را که در آن زمان در عربستان ناشناخته بود استفاده کرده بود: مسلمانان خندقی در اطراف مدینه، در هر جا که امکان تاختن بر مدینه وجود داشت کنده بودند. این ایده به سلمان فارسی نسبت داده می‌شود. غزوه احزاب یا جنگ خندق در ماه شوال سال پنجم هجرت، برابر با سال ۶۲۷ میلادی در یثرب میان سپاهیان مسلمان پیرو محمّد و سپاهیان مکّه تحت رهبری ابوسفیان درگرفت. لشکریان ابوسفیان مدینه را به مدت دو هفته به محاصره درآوردند. نیروهای ابوسفیان آمادگی نفوذ به سد دفاعی که مقابل آن‌ها بود را نداشتند، و پس از یک محاصره نا موفق تصمیم گرفتند که به خانه برگردند. قرآن این جنگ را در آیات ۹ تا ۲۷ سوره احزاب مورد بحث قرار می‌دهد.

جنگ احزاب (خندق)

در طول جنگ، قبیله یهودی بنی قریظة، واقع در جنوب مدینه، وارد مذاکراتی با نیروهای مکی شده بودند که علیه محمّد شورش کنند. اگرچه سپاه مکّه توانسته بود آن‌ها را، با گفتن اینکه محمّد قطعاً در هم شکسته می‌شود، به سمت خویش جذب کند، ولی آن‌ها میل داشتند که جهت بیمه ثانویه، در صورتی که احزاب قادر به نابودی محمّد نباشند، چند نفر از اهل مکه رادر اختیار داشته باشند. مذاکرات آن‌ها به توافقی نرسید که بخشی از دلیل آن بخاطر خرابکاری‌های محمّد در سیر مذاکرات توسط نیروهای اطلاعاتی‌اش بود. پس از عقب‌نشینی احزاب، مسلمانان بنی قریظة را به خیانت متهم کرده و آن‌ها را در قلعه‌هایشان به مدت ۲۵ روز در محاصره گرفتند. قبیله نهایتاً خودش را تسلیم کرد و مسلمانان تمامی مردان قبیله، بجز چند نفر که به اسلام گرویدند، را سر بریدند و زنان و بچه‌ها را به بردگی گرفتند. ابن اسحاق می‌گوید: شعار اصحاب پیامبر در روز خندق و بنی قریظة «لا ینصرون» بوده است. در جنگ احزاب، اهل مکّه حداکثر تلاش‌شان را جهت نابودی مسلمانان به خرج داده بودند. این شکست آن‌ها باعث شد که از قدر و منزلت آن‌ها در عربستان تا حدّ زیادی کاسته شده و همچنین خط تجاری آن‌ها با سوریه نیز از بین برود. پس از جنگ احزاب، محمّد دو عملیات نظامی به سمت شمال انجام داد که بدون جنگ پایان پذیرفت. وقتی که از یکی از این جنگ‌ها بازمی‌گشت (یا سالیان بعد بر اساس روایت‌های دیگر)، به عایشه، زن محمّد، اتهام زنا زده شد. محمّد اعلام کرد که وحی دریافت کرد که در آن پاکی عایشه تصدیق شده و در آن دستور داده شده بود که اتهام زنا جهت اثبات احتیاج به وجود ۴ شاهد عینی دارد.

## پیمان حدیبیه
اگرچه محمّد قبلاً آیاتی که دستور انجام حج را می‌دادند را تحویل داده بود (سوره بقره آیات ۱۹۶–۲۱۰)، مسلمانان آن را بخاطر دشمنی قریش انجام نداده بودند. در ماه شوال ۶۲۸ میلادی، محمّد به یارانش گفت که خدا در خوابی که در آن سرش را پس از تکمیل حج می‌تراشیده، به او قول داده که آن‌ها می‌توانند موفّق به انجام حج شوند. محمّد به یارانش دستور داد که جهت انجام حج عمره آماده شده و حیواناتی را جهت قربانی کردن تهیّه کنند. با شنیدن اینکه ۱۴۰۰ مسلمان به مکّه نزدیک می‌شوند، قریش ۲۰۰ سوار را فرستادند که آن‌ها را متوقف کنند. محمّد با طی مسیر صعب العبورتری آن‌ها را دور زده و به حدیبیه، در حومه شهر مکّه رسید. به گفته ویلیام مونتگمری وات، اگر چه تصمیم محمّد بر پایه خوابش بود، ولی در عین حال به بت‌پرستان مکّه نشان می‌داد که اسلام قدر و منزلت صحن مقدّس آن‌ها را تهدید نکرده، و اینکه اسلام یک دین عربی می‌باشد.
مذاکرات با مکّه شروع شد و فرستادگانی بین دو طرف رد و بدل شد. در حالی که مذاکرات در جریان بود، شایعه‌ای پخش شد که یکی از مذاکره‌کنندگان مسلمان، عثمان بن عفان توسط قریش کشته شده است. پاسخ محمّد به این شایعه جمع‌آوری زائران و قول گرفتن از آن‌ها که فرار نکنند (یا اینکه با محمّد باشند، مستقل از اینکه او چه تصمیمی بگیرد) اگر جنگی با مکّه درگرفت. این پیمان به پیمان پذیرش (بیعت رضوان) یا پیمان زیر درخت شهرت یافت. اخبار سلامتی عثمان منتها رسید و این اجازه داد که مذاکرات ادامه پیدا کند، و نهایتاً پیمان صلحی به مدّت ۱۰ سال بین دو طرف منعقد شد. مفاد اصلی قرارداد این بود که طرفین دشمنی‌ها را کنار گذشته، محمّد سال بعد برای حج به مکّه بیاید، اگر کسی از اهل مکّه به مدینه رفت به مکّه بازگردانده شود ولی نه بلعکس، و قبایل آزاد خواهند بود که با محمّد یا با قریش در پیمان باشند.

خیلی از مسلمانان از مفاد پیمان صلح ناراضی بودند، ولی قرآن در سوره فتح (آیه ۱ تا ۲۹) به مسلمین اطمینان داد که این یک پیروزی بوده است. فقط پس از گذشت زمان بود که برخی از پیروان محمّد به مزایای این پیمان نامه پی بردند. این مزایا به گفته سیّد جعفر شهیدی پذیرفتن محمّد توسط مکیان به عنوان برابر و همتا (در حالی که قبلاً او را به حساب نیاورده و سعی در از بین بردن مسلمانان داشتند) و همچنین دادن آزادی به قبایل جهت تشکیل اتّحاد با مسلمانان بود. به عقیدهٔ آلفرد ولچ مزیت دیگر کسب تحسین و تحت تأثیر قرار گرفتن خیلی از مکیان از اینکه مناسک حج در اسلام گنجانده شده بود.
پس از امضاء معاهده حدیبیه، محمّد عملیاتی نظامی به واحه یهودیان خیبر انجام داد که به جنگ خیبر شهرت یافت. امکان دارد دلایل این جنگ بخاطر حضور بنی نضیر در آنجا (که قبایل را به دشمنی با محمّد تهییج می‌کردند) یا کسب قدر و منزلت، یا منحرف کردن ذهن برخی از مسلمانان که از نتیجه غیر قطعی صلح حدیبیه ناراضی بودند بوده باشد. بر اساس روایت اسلامی محمّد همچنین نامه‌هایی به فرمانروایان کشورهای مختلف فرستاد و از آن‌ها خواست که به اسلام بگروند (تاریخ‌های متفاوتی در منابع اسلامی برای ارسال نامه‌ها داده شده است). چندی بعد، محمّد نیروهایش را به جنگ با اعرابی که در ناحیه‌ای در اردن در خاک امپرتوری رم شرقی بودند، فرستاد. مسلمانان با سپاه رم درگیر شده و در جنگ موته شکست خوردند.